# 皮爾格柏
皮爾格柏（学名：Pilgerodendron uviferum），又名智利南部柏，是智利南部及阿根廷西南部特有的一種柏樹。它們生長在火地群島介乎南緯40-55°的地方，是所有柏樹分佈最南的物種。

## 分類
皮爾格柏與新西蘭及新喀里多尼亞的肖楠屬是非常近親，很多植物學家甚至將它分類在此屬中。它亦另有一個肖楠屬的異名Libocedrus tetragona。其學名是為紀念德國植物學家Robert Knud Friedrich Pilger。

## 特徵
皮爾格柏生長緩慢，是常綠樹，高達2-20米，樹幹直徑1.5米。葉子像鱗片，形成交叉狀。葉子差不多都大小相同，樹枝橫切面成正方形。松果長5-12毫米及闊4-6毫米，有4片松鱗，2片不發芽及2片會發芽的。每片松鱗形狀幼長，發芽的松鱗則有兩顆種子，種子有翼及長3-4毫米。雄毬果長5-10毫米及闊2毫米，有12-20塊松鱗。

## 分佈
皮爾格柏生長在沿太平洋的低地森林，一同生長的有樺葉假山毛櫸及冬木。它們也有在內陸的泥沼中生長，東至阿根廷西南部的安地斯山脈山崖。其北部的分佈地內也有智利柏生長。在美國太平洋海岸北部也有種植皮爾格柏。

## 保育
皮爾格柏的木材呈黃紅色，非常耐朽，有一種獨特的樹脂香味。它們作為建築材料非常值錢。由於過度採集，它們已變得較為稀有，現正受到《瀕危野生動植物種國際貿易公約》附錄一的保護。它們被世界自然保護聯盟列為易危，其原有低地種植地被大幅清除。